# Can Prats (Palafolls)
Can Prats és una casa eclèctica de Palafolls (Maresme) protegida com a bé cultural d'interès local. Habitatge entre mitgeres al carrer Major format per planta baixa i primer pis. Té dos eixos d'obertures lleugermanet descentrats. La primera planta presenta un balcó corregut i esgrafiats a la paret.